# 滝沢市
滝沢市（たきざわし）は、岩手県の西部に位置する市。盛岡広域振興圏の中心に位置しており、東は盛岡市、西は雫石町、北は八幡平市と接している。
2014年（平成26年）1月1日付で市制施行する以前は、10年以上の期間、人口5万人を超える村だった。本項では市制前の滝沢村（たきざわむら）についても述べる。

## 地理
市の北西に岩手山があり、広く山麓を市域内に抱える。市域の東端は北上川、南端は雫石川に沿っている。盛岡市と隣接する地域をはじめとして、滝沢駅の周辺などに住宅密集地が分散している。
- 山：岩手山
- 河川：北上川、雫石川

### 人口
1970年代初めまでは純農村地帯だった。
盛岡市に隣接する立地条件から、ベッドタウンとして宅地開発が進み、1984年（昭和59年）に人口3万人、2000年（平成12年）2月15日に人口5万人を超えた。沖縄県島尻郡豊見城村が2002年（平成14年）4月1日に単独市制を施行して豊見城市となってからは、これに代わって日本一人口が多い村となっていた。
2014年（平成26年）1月1日の滝沢市発足により、沖縄県中頭郡読谷村が日本一人口の多い村となった。
| |                                        |  |
| 滝沢市と全国の年齢別人口分布（2005年） | 滝沢市の年齢・男女別人口分布（2005年） |  |
| ■紫色 ― 滝沢市 ■緑色 ― 日本全国 | ■青色 ― 男性 ■赤色 ― 女性              |  |
| 滝沢市（に相当する地域）の人口の推移 \| 1970年（昭和45年） \| 12,000人 \| \| \| 1975年（昭和50年） \| 16,047人 \| \| \| 1980年（昭和55年） \| 25,686人 \| \| \| 1985年（昭和60年） \| 31,733人 \| \| \| 1990年（平成2年） \| 38,108人 \| \| \| 1995年（平成7年） \| 44,189人 \| \| \| 2000年（平成12年） \| 51,241人 \| \| \| 2005年（平成17年） \| 53,560人 \| \| \| 2010年（平成22年） \| 53,857人 \| \| \| 2015年（平成27年） \| 55,463人 \| \| \| 2020年（令和2年） \| 55,579人 \| \| |                                        |  |
| 総務省統計局 国勢調査より |                                        |  |
| 1970年（昭和45年） | 12,000人                               |  |
| 1975年（昭和50年） | 16,047人                               |  |
| 1980年（昭和55年） | 25,686人                               |  |
| 1985年（昭和60年） | 31,733人                               |  |
| 1990年（平成2年） | 38,108人                               |  |
| 1995年（平成7年） | 44,189人                               |  |
| 2000年（平成12年） | 51,241人                               |  |
| 2005年（平成17年） | 53,560人                               |  |
| 2010年（平成22年） | 53,857人                               |  |
| 2015年（平成27年） | 55,463人                               |  |
| 2020年（令和2年） | 55,579人                               |  |

平成27年国勢調査より前回調査からの人口増減をみると、2.98％増の55,463人であり、増減率は県下33市町村中1位。

## 歴史
- 1889年（明治22年）4月1日 - 町村制の施行により、南岩手郡滝沢村、鵜飼村、大沢村、篠木村及び大釜村を廃し、その区域をもって南岩手郡滝沢村を設置する。
- 1897年（明治30年）4月1日 - 郡制の施行により、南岩手郡及び北岩手郡を廃し、藪川村、玉山村、米内村、浅岸村、簗川村、中野村、本宮村、太田村、御所村、御明神村、西山村、雫石村、滝沢村、厨川村、沼宮内町、川口村、巻堀村、渋民村、大更村、田頭村、松尾村、平舘村、寺田村、一方井村及び御堂村の区域をもって岩手郡を設置する[4]。
- 1947年（昭和22年）8月10日 - 昭和天皇の戦後巡幸。同年発生した水害による道路の被災箇所などを視察[5]。
- 1965年（昭和40年）10月25日 - 村章、村歌、滝沢音頭を制定する[1][2][6][7]。
- 1989年（平成元年）4月1日 - 村制100周年を迎える。
- 1990年（平成2年）8月17日 - 村民憲章を制定する[8]
- 2014年（平成26年）1月1日 - 岩手郡滝沢村を滝沢市とする。岩手県内の単独市制は1958年（昭和33年）11月3日の江刺市（現奥州市）以来55年1ヶ月ぶりである。

## 単独市制移行に向けての経緯
2013年（平成25年）12月1日の時点で岩手県内13市15町5村のうち7番目に人口が多く、市に昇格可能なだけの人口には早くから到達していたものの、長らく「村」にとどまっていた。これは、世帯・商業地が峠を挟んだ巣子地区（旧・滝沢村周辺）と鵜飼地区（旧・鵜飼村周辺）に分散しており村内にはっきりとした市街地の集積がないこと、村民の多くは隣接する盛岡市に通勤・通学し普段の買い物に関しても盛岡にほぼ依存しており、盛岡市のベッドタウンとしての位置づけが強いことなど、人口以外の「市となる条件（地方自治法 第八条第一項）」を満たしていなかったためである。
さらに、市となる条件を満たしていないという直接的な理由のほかにも、「村」という言葉に人が抱く「のどかで豊かな美しい場所」というイメージのブランド性を維持するためという、戦略上の理由もあった。
中核市指定を目指していた盛岡市との合併案も持ち上がり、盛岡市では合併協議会も設立されたが、滝沢村民による強い反対により実現しなかった。なお盛岡市は2006年（平成18年）、岩手郡玉山村を編入合併して人口30万人を達成し、2008年（平成20年）4月に中核市に指定されている。
滝沢村単独で市制施行することについては、1997年（平成9年）に当時の村長だった柳村純一が意欲を示したものの、その時は結局実現に至らなかった。しかし、全国の人口5万人以上の町村は大半が単独市制に移行していることや、2009年（平成21年）度の村民アンケートで盛岡市との合併に反対する意見が63.5%と、2007年（平成19年）度調査より2.2ポイント上昇していることなどを背景に、2011年（平成23年）から市制移行に向けた動きが再び始まった。
2011年（平成23年）3月11日に開催された「滝沢村行政体制調査研究会」にて、人口5万人の基礎自治体として最も適した行政体制は「市」であると結論付けられたことにより、2014年（平成26年）1月を目処に市制に移行することが決定した。2011年4月1日には市制準備室が設置され、同年12月に実施した単独市制以降の是非を問う村民アンケートでは、市制移行に賛成する意見が7割を占めた。
しかし、「人口5万人以上」という地方自治法の規定こそ満たしていたが、岩手県の条例に定められている「国や県の出先機関が5カ所以上」という基準には達していなかった。このため村長の柳村典秀は12月7日の記者会見で「条例を改正するよう岩手県に働きかけ、2014年1月の市制施行に向けた機運を高めていきたい」と述べた。2012年（平成24年）2月16日に、岩手県知事と県議会議長に市制に関する要望書が提出され、10月12日の県議会で、市制移行の障害となっていた県条例の市制要件が緩和されることが全会一致で可決された。
2012年10月5日の定例記者会見で、新市名称は「滝沢市」に決定したことが発表された。同年12月14日、2014年（平成26年）1月に市制施行することが村議会において全会一致で可決され、12月25日には県に対して市制移行の申請書を提出した。2013年（平成25年）7月9日、岩手県議会で滝沢村を滝沢市とする議案が全会一致で可決された。8月23日には総務省から告示され、市に昇格することが正式決定した。現行の地方自治法に基づいて村が市となったのは、沖縄県豊見城市（旧豊見城村）に続く2例目である。
市制施行後、滝沢市は市役所周辺の農地を開発することで、市昇格への障害のひとつになっていた市街地が存在しないことの解消に乗り出す予定である。

## 行政
- 市長 - 武田哲（2022年11月20日就任、1期目）

歴代市長
- 初代：柳村典秀（2014年1月1日 - 2018年11月19日 1期）
- 2代：主濱了（2018年11月20日 - 2022年11月19日、1期）

### 紋章
タキザワの「タ」を図案化した村章を1965年10月25日に制定した。引き続き市章として用いる。

### 公金収納
指定金融機関は、当市に本所を置く新岩手農業協同組合（JA新いわて）を指定している。このため、市役所内にも同農協の信用事業を扱う、有人の滝沢市役所出張所が設けられている。その他、市内に支店を置く銀行などを収納代理金融機関として扱っている。

### ナンバープレート
岩手運輸支局が管轄する。ご当地ナンバーである盛岡ナンバーが交付される。

### 警察
- 盛岡西警察署
  - 滝沢中央交番
  - 滝沢交番
  - 大釜駐在所
  - 一本木駐在所

### 消防
- 盛岡地区広域消防組合
  - 滝沢消防署（市制施行に際し旧盛岡西消防署滝沢分署が単独の消防署へ昇格）
  - 滝沢北出張所

### 自衛隊
- 陸上自衛隊岩手駐屯地

## 市内の施設
- 国立岩手山青少年交流の家 - 青少年用教育・研修施設。
- 岩手産業文化センター「アピオ」
- 岩手県立野鳥観察の森「ネイチャーセンター」
- 岩手県立森林公園
- 馬っこパークいわて（旧ポニースクール岩手）
- 滝沢総合公園 - スポーツ施設のほか、庭園やウォーターガーデンなど。
- 盛岡西リサーチパーク
- 盛岡ガス滝沢工場 - 全面スイカ柄のガスホルダー（タンク）がある。地元の特産物としてのスイカのPRのために同社が協力してタンクに描いた。
- 株式会社ミクニ盛岡事業所
- みちのくプロレス本社・道場・合宿所
- 日本アイソトープ協会滝沢研究所（茅記念滝沢研究所・仁科記念サイクロトロンセンター・武見記念館）
- ビッグルーフ滝沢 - 滝沢市立湖山図書館・観光交流機能・ホール機能を兼ねた複合施設。
- 滝沢市IPUイノベーションセンター - 岩手県立大学地域連携研究センターに隣接して建設された企業集積施設。
- ペットの里 - ペットの殺処分０を目指す岩手県滝沢市に12万坪の敷地を有する施設。

## 郵便
当市内にある郵便局は全て無集配郵便局となっており、集配業務は盛岡北郵便局が担当している。なお郵便番号は市制施行に際し「020-06××」及び「020-07××」番台に変更された。
- 滝沢郵便局
- 滝沢ニュータウン郵便局
- 滝沢駅前郵便局
- 一本木郵便局
- 小岩井郵便局
- 巣子簡易郵便局
- 滝沢大釜簡易郵便局

## 教育

### 大学・短期大学
- 岩手県立大学（岩手県立大学盛岡短期大学部を含む）
- 盛岡大学（盛岡大学短期大学部を含む）

### 高等学校
- 岩手県立盛岡北高等学校
- 岩手県立盛岡農業高等学校

### 中学校
- 滝沢市立滝沢南中学校
- 滝沢市立滝沢中学校
- 滝沢市立一本木中学校
- 滝沢市立姥屋敷中学校
- 滝沢市立柳沢中学校
- 盛岡市立北陵中学校（当市内に立地）
- 滝沢市立滝沢第二中学校

### 小学校
- 滝沢市立篠木小学校
- 滝沢市立鵜飼小学校
- 滝沢市立滝沢小学校
- 滝沢市立滝沢第二小学校
- 滝沢市立滝沢東小学校
- 滝沢市立一本木小学校
- 滝沢市立姥屋敷小学校
- 滝沢市立柳沢小学校
- 盛岡市立月が丘小学校（当市内に立地）
- 滝沢市立滝沢中央小学校（2019年4月4日開校）

### 特別支援学校
- 岩手県立盛岡みたけ支援学校（小中学部を設置。高等部は盛岡市に所在）

## 交通

### 鉄道
東日本旅客鉄道（JR東日本）
- 田沢湖線
  - 小岩井駅 - 大釜駅

IGRいわて銀河鉄道
- いわて銀河鉄道線
  - 巣子駅 - 滝沢駅

### バス
- 岩手県交通
  - 滝沢営業所：盛岡市内 - 滝沢市中心部の主要ルート
    - 青山町線
    - 南青山町線
    - 滝沢かつらぎ団地線
    - 滝沢ゆとりヶ丘団地線
    - 滝沢長橋台団地線
    - 盛岡北高線
    - 滝沢小岩井線

  - 巣子車庫
    - 厨川中央線
    - 県立大学線 など
- 岩手県北バス
  - 県立大学線
  - 八幡平線
  - 沼宮内線
- JRバス東北
  - 平庭高原線（白樺号）
- 雫石町あねっこバス

### 道路
- 高速自動車国道
  - E4 東北自動車道
  - (42-1) 滝沢中央SIC - 滝沢PA - (43) 滝沢IC
- 一般国道
  - 国道4号（盛岡国道維持出張所管轄）
  - 国道46号（盛岡西国道維持出張所管轄）
  - 国道282号
- 県道（主要地方道）
  - 岩手県道・秋田県道1号盛岡横手線（当市内区間は岩手県道16号及び国道46号と重複）
  - 岩手県道16号盛岡環状線
- 県道（一般県道）
  - 岩手県道130号大釜停車場線
  - 岩手県道131号小岩井停車場線
  - 岩手県道219号網張温泉線
  - 岩手県道223号盛岡滝沢線
  - 岩手県道278号鵜飼安達巣子線

## 名所・旧跡・観光
- チャグチャグ馬コ
  - 毎年6月第2土曜日に行われる。装束の鈴が、馬が歩くたびに「チャグチャグ」と鳴る音が名称の由来である。1978年（昭和53年）に国の無形民俗文化財、1996年（平成8年）に環境庁（現・環境省）の「日本の音風景100選」に選定されている[17]。
- 南部曲がり屋
  - 建屋が90度に繋がった古民家。片方の家屋には馬小屋があり、自宅から馬の様子をみて生活できる。籠屋敷[18]の家屋は築450年である。
- 大釜館遺跡・八幡館山遺跡
  - 安倍氏の城館跡。市指定文化財。

## 著名な出身者
- 伊東竜二 - 大日本プロレスプロレスラー
- 岩清水梓 - サッカー選手（名誉市民）
- 大宮政志 - 競輪選手
- 大村友貴美 - 小説家
- 加村真美 - 女優
- 川村真樹 - 新国立劇場バレエダンサー
- 白澤奈緒子 - 東日本放送アナウンサー
- 村民代表南川 - お笑い芸人
- 高橋美佳 - 元テレビ岩手アナウンサー
- 高橋賢行 - バレーボール選手
- 絹川柊佳 - 歌人
- 竹花敏 - 自転車競技指導者
- 福田萌 - タレント
- 大里昂生 - プロ野球選手
- 齋藤響介 - プロ野球選手
- 松本遼大 - プロ野球選手
- 三浦翔太 - プロ野球選手
- 山本吉昭 - バスケットボール選手
- 渡邊真恵 - バレーボール選手

## ゆかりのある人物
- 上田常隆

## TVチャンネル・ラジオ周波数
滝沢市内TV中継局
- 谷地山テレビ中継局（滝沢市北部、雫石町小岩井・網張温泉地区、盛岡市北部、八幡平市の一部をカバー）

なお、大半の世帯は盛岡親局（紫波新山）を受信。また小岩井地区や大釜地区の一部は雫石テレビ中継局（生森山）を受信している。また、在盛ラジオ放送は市内全域盛岡親局を受信。